# Forse sì... forse no...
Forse sì... forse no... è un film del 2004 diretto da Stefano Chiantini e uscito in Italia il 3 dicembre 2004. È l'opera prima di Chiantini.

## Trama
È la storia di tre giovani adulti che devono vivere insieme compartendo lo stesso appartamento e piano piano si isolano dal mondo.